# 白铜

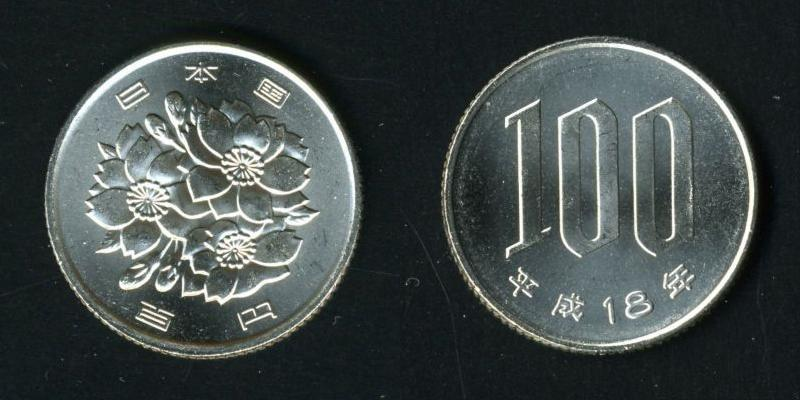
一百日圆硬币就是用75%铜、25%镍的白铜制造的

白铜（英語：cupronickel，copper-nickel），又稱鎳白銅，銅鎳合金，以铜为基体元素，镍为主要合金元素组成的合金，通常也添加少量其他元素以增加强度，如铁和锰；铜含量通常在60%到90%之间变化。
白铜顏色為銀白色，具有銀色的外觀但不包含銀的元素，一般的成份是60％至90％的銅、其餘由鎳與鋅混合。镍含量大约在10%至30%之间。镍含量更高的合金则被称为康銅。
白铜最早产于中国云南古堂琅县。后来在中亚的大夏曾用其铸造钱币，被认为是中国和大夏的交流产物。從19世紀後，部分西方國家流通的小額硬幣採用白銅材質，當用於硬幣時，與鎳的比重約為3：1，並混入少量的錳。
由於白铜的强度堅硬和可塑性高、抗腐蚀性较好、电阻率较高、不生鏽等性質，主要用于裝飾品、給水器具、仪器器械和货币的制造。白銅的耐腐蝕性也包括在海水使用的情況，因此熱交換器與冷凝管中也普遍的使用白銅作為設備材料。

## 物理性质
| 合金种类  | 密度 g/cm3</sup | 熔点 °C   | 热导率 W/(m·K) | 热膨胀系数 10−6/K | 电阻率 μOhm·mm | 弹性模量 GPa | 屈服强度 MPa | 极限抗拉强度 MPa |
| --------- | --------------- | --------- | -------------- | ----------------- | -------------- | ------------ | ------------ | ---------------- |
| 90–10     | 8.9             | 1100–1145 | 40             | 17                | 19             | 135          | 105          | 275              |
| 70–30     | 8.95            | 1170–1240 | 29             | 16                | 34             | 152          | 125          | 360              |
| 66–30–2–2 | 8.86            |           | 25             | 15.5              | 50             | 156          | 170          | 435              |

## 中國古代
在中國古代，白銅指的是加入砷的青銅，即砷青銅。